# Jürgen Hein

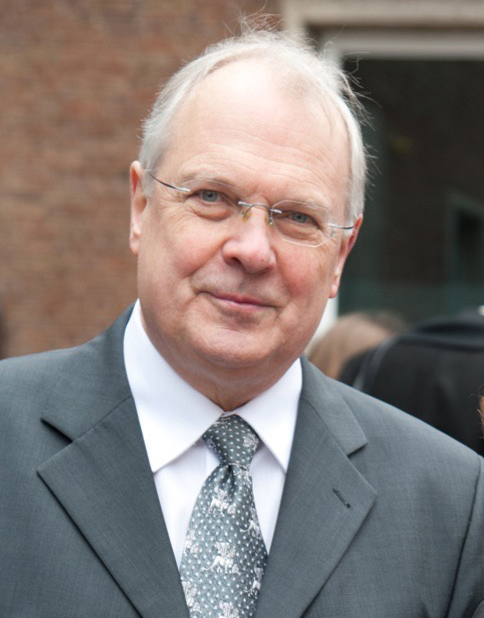
Jürgen Hein (2012)

Jürgen Hein (* 12. Januar 1942 in Köln; † 1. Dezember 2014 in Wien) war ein deutscher Literaturwissenschaftler und Hochschullehrer.

## Lebenslauf
Nach seinem Abitur absolvierte er ein Studium der Germanistik, Philosophie und Pädagogik an der Universität Köln. 1968 wurde er zum Doktor der Philosophie promoviert. Ab 1969 wirkte er auch als Dozent an der Pädagogischen Hochschule Rheinland, Abteilung Köln. 1972 habilitierte er sich in Köln. Von 1973 bis zur Emeritierung 2007 war Hein Professor für Neuere deutsche Literaturwissenschaft und Literaturdidaktik an der Westfälischen Wilhelms-Universität Münster. Er war außerdem Gründungsmitglied und Vizepräsident der Internationalen Nestroy-Gesellschaft.

## Editionen und Studien
Hein publizierte vornehmlich über Ferdinand Raimund, Johann Nestroy und das Alt-Wiener Volkstheater, außerdem über die Dorfgeschichte und das Volksstück. Er war Mitherausgeber und Bandbearbeiter (11 Bände mit 15 Stücken) der neuen Historisch-Kritischen Nestroy-Ausgabe (HKA Nestroy, 1977–2004).
Hein war auch Herausgeber von Anthologien (Deutsche Anekdoten, Parodien des Wiener Volkstheaters, Nestroy zum Vergnügen, Wienerlieder). Weiters verfasste er Aufsätze zu den Schriftstellern und Dichtern Willibald Alexis, Berthold Auerbach, Christian Dietrich Grabbe, Franz Grillparzer, Friedrich Hebbel, Karl von Holtei, Ödön von Horváth, Wolfgang Koeppen, Karl May, Fritz Reuter, Peter Rosegger, Adalbert Stifter, Carl Zuckmayer und vielen anderen.
2015 wurde die Forschungsbibliothek Jürgen Hein in das Brenner-Archiv aufgenommen.